# Kanton Villefranche-de-Lauragais
Villefranche-de-Lauragais is een voormalig kanton van het Franse departement Haute-Garonne. Het kanton maakte deel uit van het arrondissement Toulouse. Het werd opgeheven bij decreet van 13 februari 2014 met uitwerking op maart 2015.

## Gemeenten
Het kanton Villefranche-de-Lauragais omvatte de volgende gemeenten:
- Avignonet-Lauragais
- Beauteville
- Cessales
- Folcarde
- Gardouch
- Lagarde
- Lux
- Mauremont
- Montclar-Lauragais
- Montesquieu-Lauragais
- Montgaillard-Lauragais
- Renneville
- Rieumajou
- Saint-Germier
- Saint-Rome
- Saint-Vincent
- Trébons-sur-la-Grasse
- Vallègue
- Vieillevigne
- Villefranche-de-Lauragais (hoofdplaats)
- Villenouvelle